# Hydrangea anomala

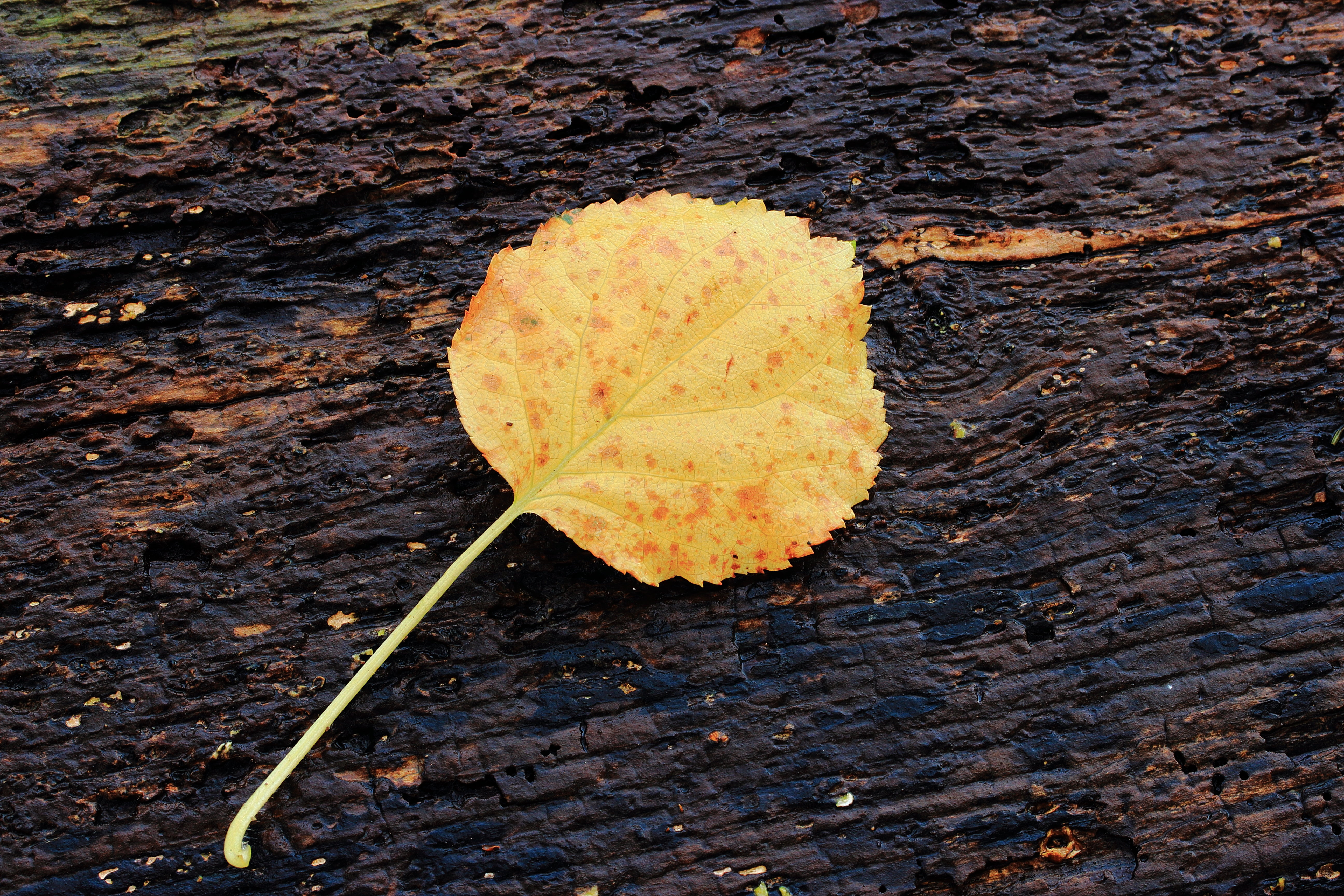
Hoja

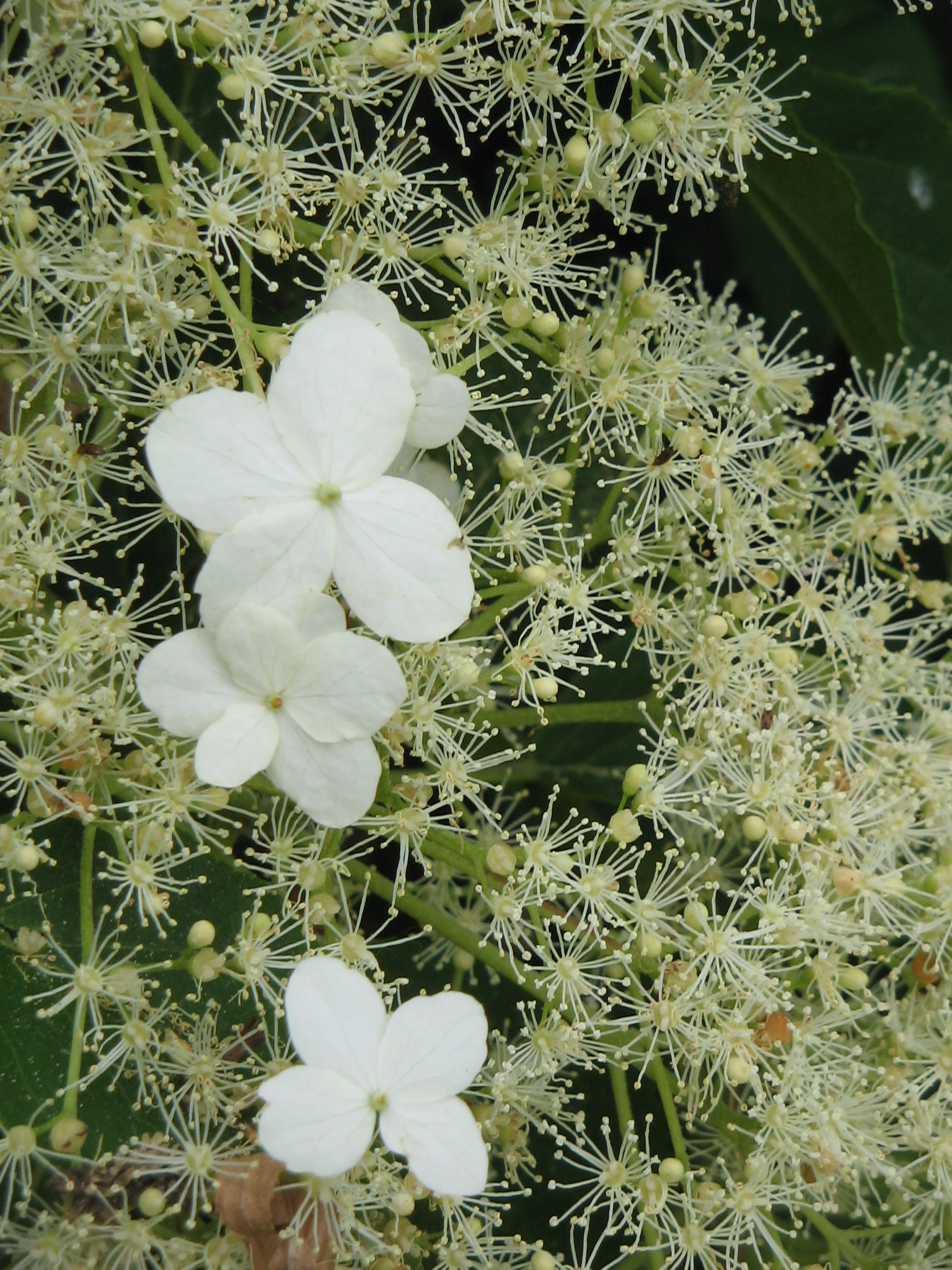
Flores

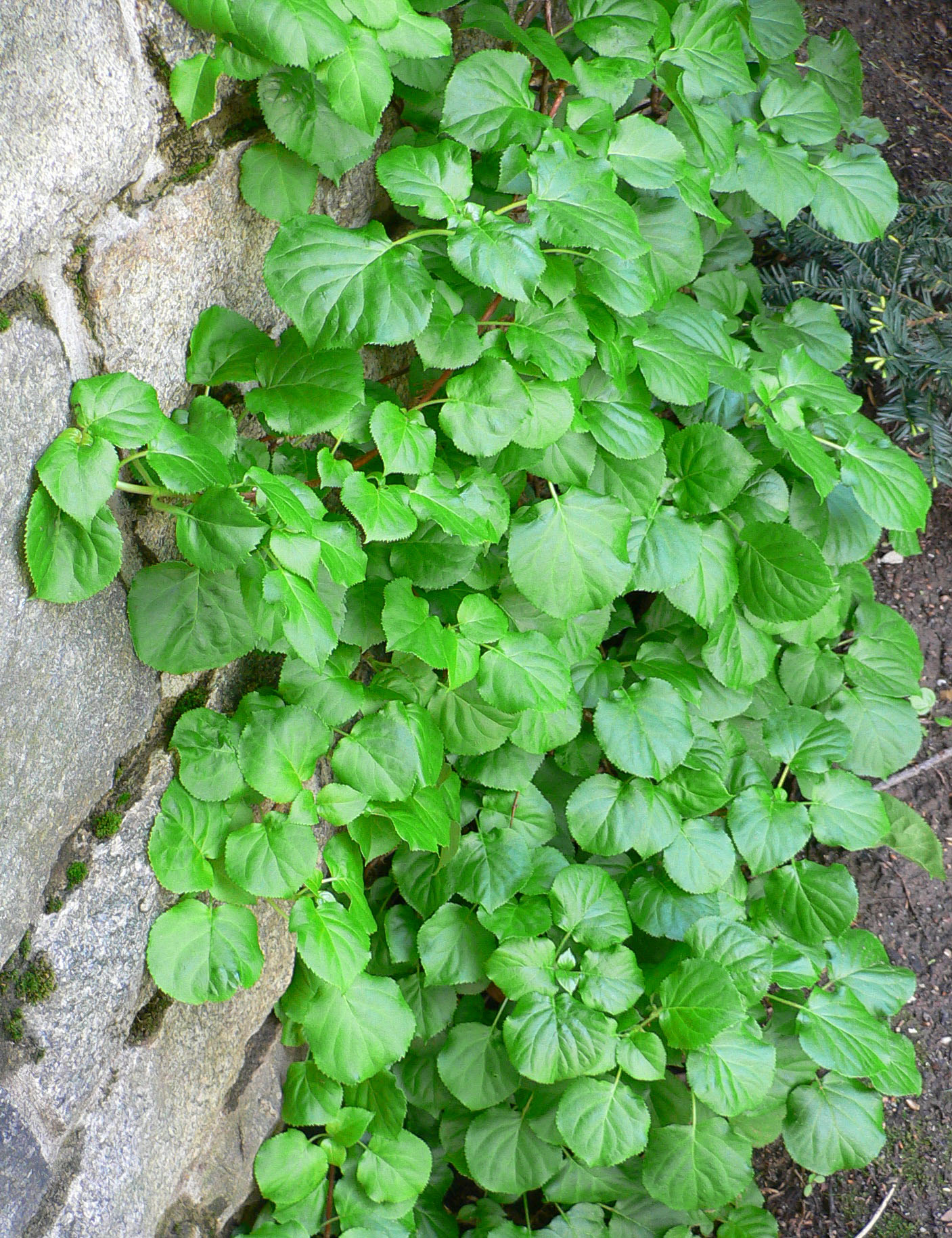
Vista de la planta

Hydrangea anomala es una especie de Hydrangea perteneciente a la familia Hydrangeaceae. Es originaria de los bosques del Himalaya, el sur y centro China y el norte de Birmania. Crecimiento rápido. Trepadora (se agarra a la pared). Hojas verdes y flores blancas en primavera. Exposición semisombra. Necesita tierra ácida. No admite la falta de agua. Tolera hasta -5 °C. Tratar contra los hongos periódicamente. Poner caracolicida en el suelo. Abonar desde que empieza a brotar. Podar en invierno.

## Descripción
Es una planta trepadora leñosa, que alcanza hasta los 12 m de altura apoyándose en árboles o caras de rocas, sube por medio de pequeñas raíces aéreas que tiene en los tallos. Las hojas son caducifolias, ovadas, de 7-13 cm de largo y 4-10 cm de ancho, con una base en forma de corazón, está toscamente dentada en su margen y la punta es aguda. Las flores son producidas en corimbos planos de 5-15 cm de diámetro en la mitad del verano, cada corimbo incluye en su periferia un pequeño número de flores blancas estériles de 2-3.5 cm de diámetro, y numerosas flores pequeñas fértiles, de color blanco crema  de 1-2 mm de diámetro. El fruto es una cápsula seca en forma de urna de 3-5 mm de diámetro que contiene numerosas semillas aladas.
Tiene una estrecha relación con Hydrangea petiolaris que se encuentra desde el este de Siberia, Japón, y Corea, se trata a veces como una subespecie de H. anomala, de la cual difiere en el cultivo, por ser de mayor tamaño ( 20 m ) y tener corimbos de flores de hasta 25 cm de diámetro.

## Cultivo y usos
Hydrangea anomala se cultiva como una planta ornamental, siendo popular debido a su naturaleza relativamente no agresiva.

## Taxonomía
Hydrangea anomala fue descrita por David Don y publicado en Prodromus Florae Nepalensis 211. 1825.
Etimología
Hydrangea: nombre genérico que deriva de las palabras griegas:  (ὕδωρ hydra) que significa "agua" y  ἄγγος (gea) que significa "florero"  o "vasos de agua" en referencia a la característica forma de sus cápsulas en forma de copa.
anomala: epíteto latíno que significa "anómala, que no es normal"
Sinonimia
- Hydrangea altissima Wall.
- Hydrangea glabra Hayata
- Hydrangea glaucophylla C.C.Yang
- Hydrangea glaucophylla var. sericea (C.C. Yang) C.F.Wei[1]